# Cerros de Tocorpuri
O Cerros de Tocorpuri é um complexo vulcânico situado ao longo da fronteira entre Bolívia e Chile. Em sua parte oeste se encontra o domo de lava riolítico conhecido como o Cerro La Torta, chamado assim porque sua forma parace com a de uma típica torta cilíndrico.
O complexo está situado próximo de El Tatio.